# المجلس الوطني للحريات بتونس
المجلس الوطني للحريات بتونس (بالفرنسية: Conseil national pour les libertés en Tunisie)‏ هو منظمة غير حكومية تونسية تهتم بمجال حقوق الإنسان.

تم تأسيس هذه المنظمة في 1998 من قبل حوالي من ثلاثينا شخص، منهم المنصف المرزوقي ومصطفى بن جعفر وسهام بن سدرين. ينتمي المجلس إلى الجامعة الدولية لحقوق الإنسان والشبكة الأوروبية المتوسطية لحقوق الإنسان. تهدف المنظمة إلى حماية حقوق الإنسان وتقصي التجاوزات في الفساد وخاصة في الانتخابات.

## التأسيس
في منتصف السنوات 1990، عرفت الرابطة التونسية للدفاع عن حقوق الإنسان أزمة عميقة كان سببها تدخل السلطات ومحاولتها السيطرة عليها. لاستنتاجهم بأن الرابطة لا تعمل بالشكل المطلوب، قامت 34 شخصية، أساسا من ناشطي حقوق الإنسان بتأسيس المجلس الوطني الوطني للحريات في 1998. الأعضاء المؤسسين قاموا في 10 ديسمبر، عيد ميلاد إصدار الإعلان العالمي لحقوق الإنسان، بالإعلان عن ميلاد المنظمة. النظام التونسي أنذاك لم يعترف بها ومنع نشاطاتها. وبذلك، لم يتم الاعتراف بالمجلس إلا بعد الثورة التونسية وتحديدا في 28 فبراير 2011.

## الأنشطة تحت حكم الديكتاتور بن علي
تحت رئاسة زين العابدين بن علي، قام المجلس بقيادة معركتين، الأولى الدفاع عن حقوق الإنسان، والثانية هي إثبات وجودهم. كرد على منعهم في 1999، رفع المجلس قضية لدى المحكمة الادارية ضد وزارة الداخلية بتهمة إساءة استخدام السلطة. لم يتم دراسة الملف وبقي مصادر من قبل رئيس المحكمة دون أسباب قانونية. ناشطي هذا المجلس وأثناء هذه المدة، وقعوا ضحايا ترهيب الشرطة، والتشهير في الصحف القريبة من السلطة أو حتى السجن، بتوقيف المنصف المرزوقي في 2000، سهام بن سدرين في 2001، محمد عبو في 2005، زكية الضيفاوي ومحمد بن سعيد في 2008. من جهة أخرى، حرم المجلس من أي تمويل.

أنشطة المجلس تركزت في المساهمة في تحرير وتطوير التقارير التي تكتب حول حقوق الإنسان في تونس، إضافة إلى المساهمة في حملات التوعية ضد النظام القائم بسبب الفساد والتعذيب وانتهاك حقوق الإنسان. المجلس يقوم أيضا بالإحاطة بضحايا التعذيب وعائلاتهم. وكذلك ساند المتهمين وضحايا المحاكمات التونسية الكبرى الناتجة عن قانون الإرهاب في 2003.

## الأعضاء المؤسسين
| - خديجة الشريف. - هالة عبد الجواد. - سناء بن عاشور. - زكية الضيفاوي. - محمد عبو وزوجته سامية عبو. - نزيهة رجيبة (أم زياد). - سهام بن سدرين. - عبد الجليل بدوي. - خليل الزاوية. | - العربي شويخة. - محمد النوري. - مصطفى بن جعفر. - الهاشمي جغام. - عبد القادر بن خميس. - محمد مختار العرباوي. - المنصف المرزوقي. - منجي بن صالح. - أحمد الكيلاني. | - محمد الطالبي. - عبد الرؤوف العيادي. - الطاهر المستيري. - أحمد القلعي. - كمال الجندوبي. - لطفي الحيدوري. - محمد بن سعيد. - عمر المستيري. - علي بن سالم. |

## مقالات ذات صلة
- الثورة التونسية
- الانتقال الديمقراطي في تونس
- الرابطة التونسية للدفاع عن حقوق الإنسان

## روابط خارجية
- الموقع الرسمي.